# Essuiles
Essuiles [ɛsɥil] ist eine französische Gemeinde mit 520 Einwohnern (Stand: 1. Januar 2022) im Département Oise in der Region Hauts-de-France (vor 2016 Picardie). Sie liegt im Arrondissement Clermont und ist Teil der Communauté de communes du Plateau Picard und des Kantons Saint-Just-en-Chaussée. 

## Geographie
Essuiles liegt etwa 14 Kilometer ostnordöstlich von Beauvais an der Brèche. Umgeben wird Essuiles von den Nachbargemeinden Montreuil-sur-Brêche im Norden, Le Quesnel-Aubry im Nordosten, Le Plessier-sur-Bulles im Osten, Bulles im Südosten, Rémérangles im Süden, Le Fay-Saint-Quentin im Südwesten, Fouquerolles im Westen und Südwesten sowie Haudivillers im Westen.

## Einwohner
| 1962                      | 1968 | 1975 | 1982 | 1990 | 1999 | 2006 | 2013 |
| ------------------------- | ---- | ---- | ---- | ---- | ---- | ---- | ---- |
| 321                       | 279  | 251  | 313  | 391  | 452  | 521  | 562  |
| Quelle: Cassini und INSEE |      |      |      |      |      |      |      |

## Sehenswürdigkeiten
- Kirche Saint-Martin aus dem 12. Jahrhundert
- Kirche Saint-Rimault aus dem 16. Jahrhundert
- Schloss
- Wassermühle